# Renauld (Adelsgeschlecht)

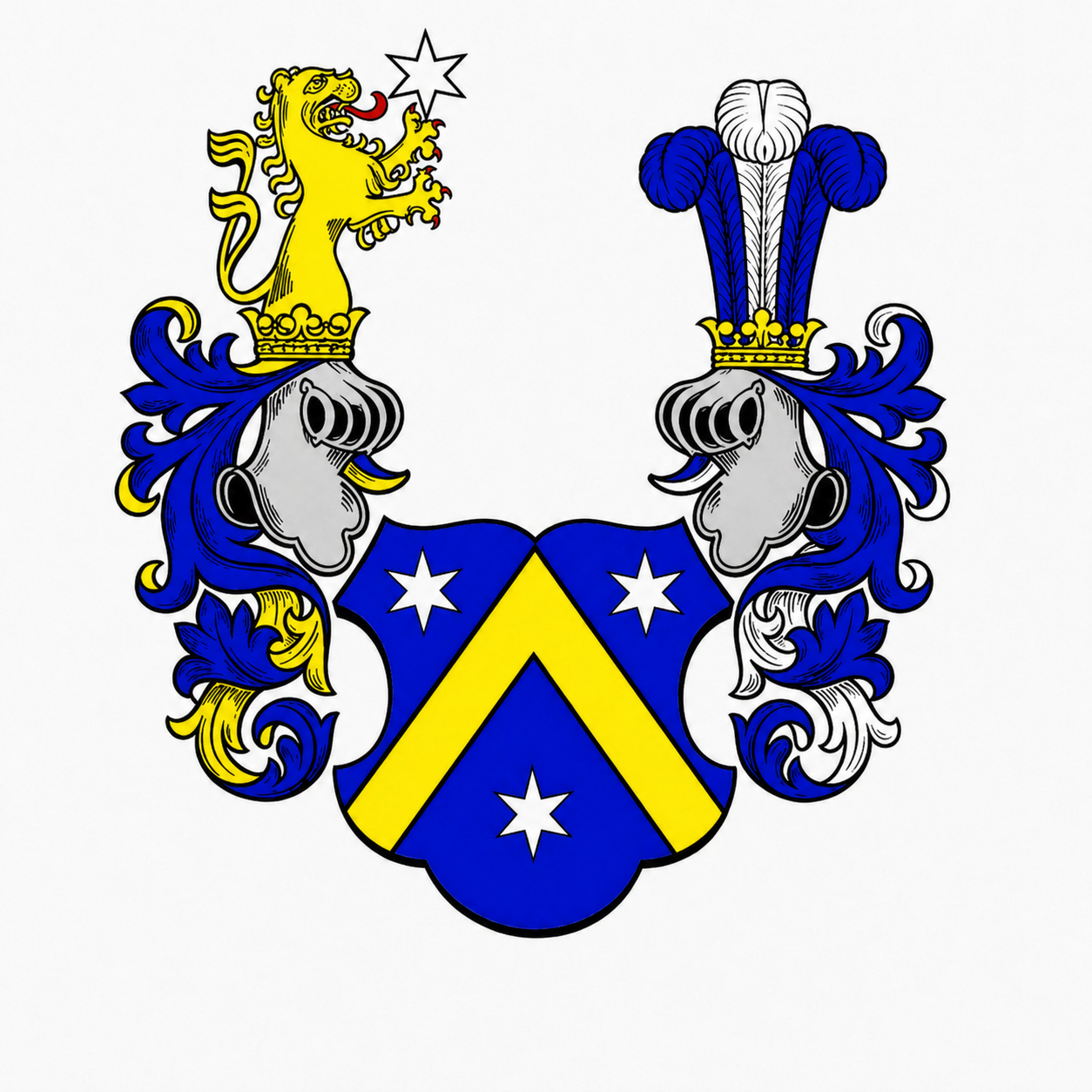
Wappen der Ritter von Renauld Edlen von Kellenbach

Das Geschlecht der  Ritter von Renauld Edlen von Kellenbach war eine ursprünglich aus Lothringen stammende später in Bayern ansässige briefadelige Familie, die seit Anfang des 20. Jahrhunderts im Mannesstamm erloschen ist. Die adelige Stammlinie beginnt mit dem aus Varsberg stammenden Königlich Polnischen Herzoglich Lothringischen Hofadvokaten und  Justizamtmann auf Schloss Wartenstein Franz Philipp Renauld. Seine Vorfahren waren Baillis der Freiherren von Warsberg. 1750 erwarb Franz Philipp Renauld das 561 Morgen umfassende reichsritterschaftliche Gut Kellenbach von Otto von Kellenbach. 1765 wurde er von Kaiser Joseph II. in den erblichen Reichsritterstand erhoben. Die Aufnahme in die Reichsritterschaft erfolgte 1772. Der Verkauf des Hofguts Kellenbach an Renauld wurde vom Schwiegersohn Johann Christoph Schenk zur Schmidtburg des vormaligen Besitzers angefochten. Der Prozess vor dem Reichskammergericht dauerte von 1762 bis 1785 und endete mit der Rückabwicklung des Verkaufs an Renauld gegen 17000 Gulden und 20 Louis d’or. Nach dem Umzug der Familie nach Bayern wurde dort Franz Stephan Udalrich am 29. Januar 1810 in die Adelsmatrikel in der Ritterklasse aufgenommen.
Das Geschlecht der Renauld von Kellenbach darf nicht mit den Herren von Kellenbach verwechselt werden, die sich im Reichsfreiherrenstand befanden.

## Familienmitglieder
Die gesicherte Ahnenreihe beginnt mit Jean Pierre. Die in Lothringen im deutschen Sprachgebiet ansässigen Familienmitglieder trugen deutsche und französische Vornamen. Die Familie diente wenigstens zwei Jahrhunderte den Baronen von Warsberg als Amtsleute.

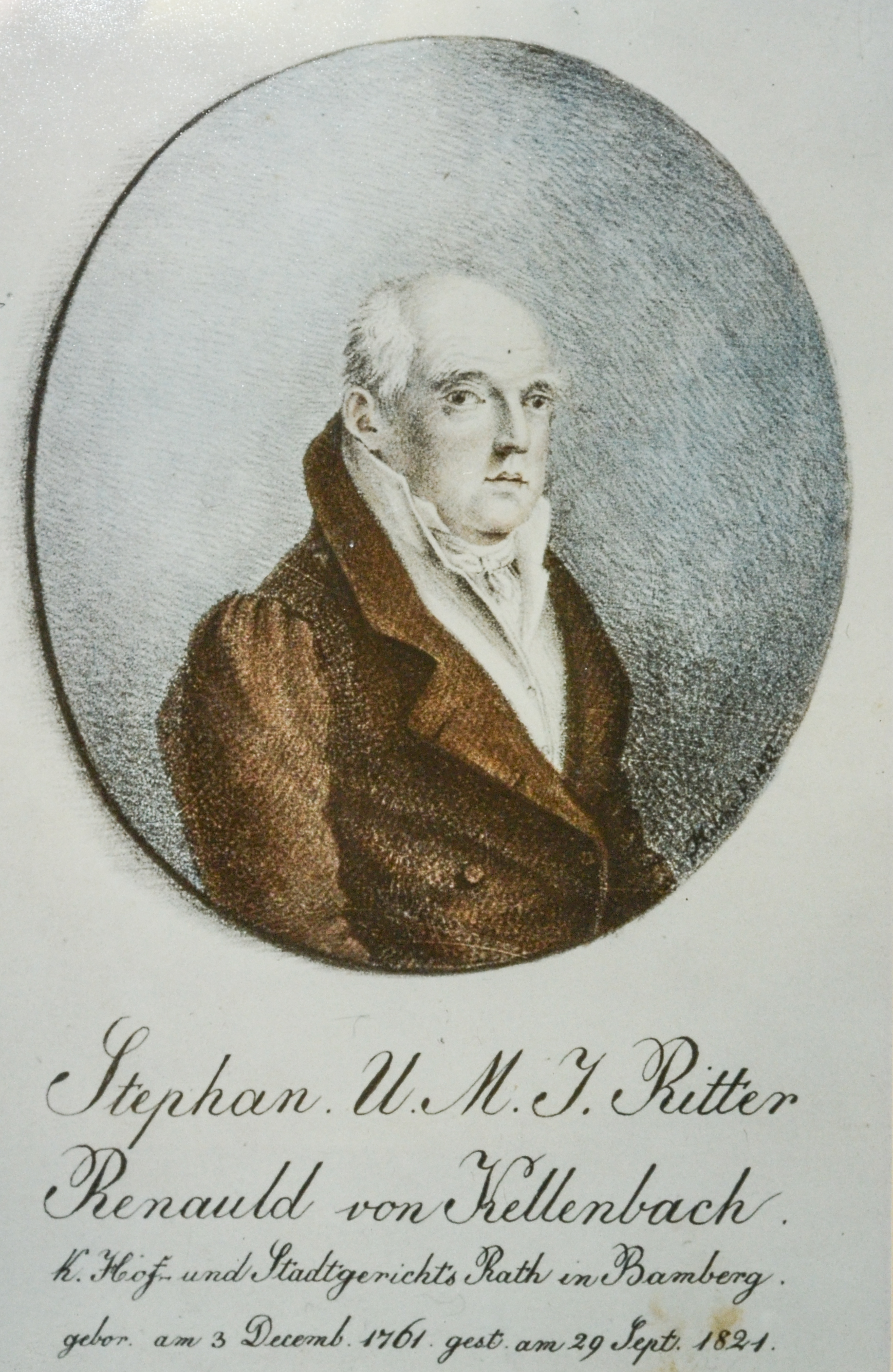
Stephan Udalrich von Renauld auf einer Farblithografie

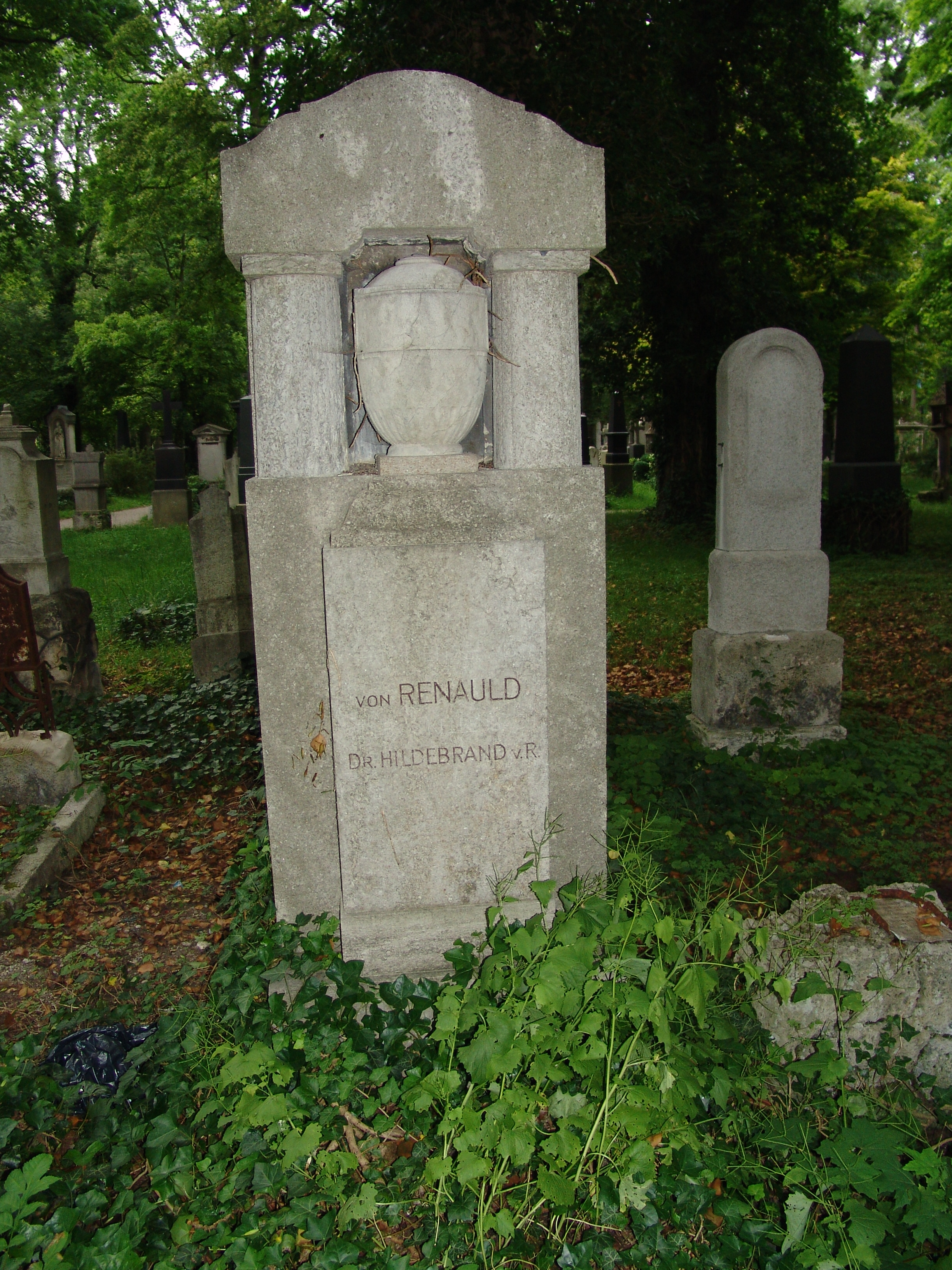
Grabmal für die Drs. Joseph und Maximiliane auf dem Münchner Südfriedhof

- Jean Pierre (dt. Johann Peter) Renauld (gest. 27. Januar 1744 in Ham-sous-Varsberg) Amtmann auf Schloss Warsberg
  - Jean Nicolas (dt. Johann Nikolaus) Renauld war Amtmann (1742–1791) auf Schloss Warsberg
    - Jean Gaspard Michel (dt. Johann Kaspar Michael) de Renauld (geb. 18. Juli 1757 in Creutzwald, gest. 19. Januar 1847 Fremersdorf) war ein Neffe des Franz Philipp. Er war in der französischen Armee Generaladjutant. Nach seiner Heirat mit Marie Elisabeth Julie de Galhau war er Schloss- und Gutsherr in Fremersdorf[8]. Seine Tochter Marie Elisabeth Sophie gen. Georgette heiratete den Sohn Charles Ambroise des Nicolas Villeroy, dem Mitbegründer von Villeroy & Boch. Ob Jean Gaspard de Renauld jemals eine Standeserhöhung erfuhr, konnte nicht nachgewiesen werden[9].

  - Franz Philipp (frz. François Philippe) Ritter von Renauld Edler zu Kellenbach (geb. in Varsberg, gest. 17. Oktober 1776 in Wartenstein) war 42 Jahre Amtmann auf Schloss Wartenstein und Rittergutsbesitzer in Kellenbach. Einer Sage nach findet sein Geist aus Strafe für sein strenges Auftreten gegenüber den Untertanen keine Ruhe. Er muss dem Kopf in der Hand nachts in der sogenannten Allee, d. h. auf dem Weg von Schloss Wartenstein nach Hennweiler umher gehen[10][11].
    - Teresia von Renauld Edle von Kellenbach (1742–1821) war die Tochter des Franz Philipp aus dessen erster Ehe. Sie heiratete den Professor für Botanik und Anatomie und Leibarzt des Mainzer Kurfürsten Franz Georg Ignatz Ittner[12].
    - Stephan Udalrich Maria von Renauld Edler von Kellenbach (geb. 3. Dezember 1761 auf Schloss Wartenstein, gest. 29. September 1821 in Bamberg) war der Sohn des Franz Philipp aus zweiter Ehe. Er war Coadjutor des Abts des Klosters Michelberg. Nach der Säkularisation war er erster Assessor am Stadtgericht Bamberg[13].
      - Cajetan Ritter von Renauld Edler von Kellenbach (geb. 17. Juni 1796 in Bamberg, gest. 16. Februar 1863 in München) war ein Sohn des Franz Stephan Udalrich. Wie sein Vater war er Jurist. Er war an bayerischen Amtsgerichten in  Bamberg, Kemnath und Kronach als Acentuar und Assessor beschäftigt[14]. Privat war er als Schriftsteller tätig.
        - Luise Wilhelmine Euphemie Zink geb. von Renauld  (geb. 12. Oktober 1831 gest. 22. April 1883) war eine Tochter des Cajetan aus dessen erster Ehe. Ihre Taufpatin war Ludovika gen. Luise Wilhelmine von Bayern.
        - Mathilde Scharf geb. von Renauld war eine Tochter des Cajetan aus dessen erster Ehe. Sie erbte 1871 das Gasthaus Zum Scharfen Eck in Kronach, das früher fälschlicherweise als Geburtshaus des Malers Lucas Cranach betrachtet wurde[15].
        - Joseph Reichsritter von Renauld-Kellenbach (* 7. März 1847 in Kemnath; † 13. Dezember 1913 in München) war ein Sohn des Cajetan aus dessen zweiter Ehe. Von 1865 bis 1897 war er Offizier in der Bayerischen Armee, zuletzt als Oberst. Nach seiner Verabschiedung promoviert er zum Dr. oec. publ. (Staatswissenschaften/Wirtschaftswissenschaften) und arbeitete fortan als Privatdozent für Nationalökonomie an der Königlich Bayerischen Akademie für Landwirtschaft und Brauerei in Weihenstephan. Er hat ein gemeinsames Urnengrab mit seiner Tochter Maximiliane auf dem alten Südfriedhof in München[16].
          - Maximiliana Emilie Josepha Hildebrand von Renauld-Kellenbach (geb. 1879 in Ingolstadt) war die Tochter des Joseph. 1907 erfolgte als eine der ersten Frauen die Promotion zum Dr. phil. in München. Sie war als Schriftstellerin unter dem Pseudonym Falk von Sonnenfels tätig[17].

        - Berta von Renauld (geb. 23. Februar 1844 in Kemnath) war eine Tochter des Cajetan und als Erzieherin in Wien tätig.
          - Regina von Renauld (geb. um 1873 in Wien) heiratete am 18. März 1901  Ludwig Mach[18].

## Werke einzelner Familienmitglieder (Auswahl)
- Kajetan von Renauld: Volks-Lied zur Feier des 18. Oktobers 1816 auf dem Feuerberge. Schmidt, Bamberg 1816, S. XIX, 2.
- Kajetan von Renauld: Volks-Katechismus über die im Königreiche Bayern geltenden Strafgesetze. Selbstverlag, Nordhalben 1827, S. 230.
- Joseph von Renauld: Der Bergbau und die Hüttenindustrie von Oberschlesien. Cotta, Stuttgart 1900, S. XIX, 428.
- Joseph von Renauld: Die finanzielle Mobilmachung der deutschen Wehrkraft. Duncker & Humblot, Leipzig 1901, S. VII, 112.
- Joseph von Renauld: Beiträge zur Entwicklung der Grundrente und Wohnungsfrage in München. Hirschfeld, Leipzig 1904, S. VI, 209, 1 Kt.
- Joseph von Renauld: Finanzen und Branntweinbesteuerung des Deutschen Reichs in ihren Grundzügen. Dissertation. Schitzler, München 1907, S. 76.
- Maximiliane von Renauld: Wanderlieder von Falk v. Sonnenfels. C. Wigand, Berlin-Leipzig 1907, S. 30.
- Maximiliane von Renauld: S. W. Hamilton und die neueste Psychologie. Dissertation. Junge, Erlangen 1907.
- Maximiliane von Renauld: Mutter-Totenlieder. Strecker, Nordhausen a. Harz 1908.